# Pugliese (cognome)
Pugliese è un cognome di lingua italiana.

## Varianti
Pugliesi, Puglise, Puglisi.

## Origine e diffusione
Cognome tipicamente centro-meridionale, è presente in tutto il sud peninsulare e a Trapani.
Potrebbe derivare dal toponimo Puglia ed indicare un'origine del capostipite da quella regione; potrebbe anche essere riconducibile a un toponimo come Puglianello nel casertano.
In Italia conta circa 6757 presenze.
La variante Pugliesi è laziale e trapanese; Puglisi è siciliano; Puglise è estremamente raro.

## Persone
- Giacomino Pugliese (fl. XIII secolo) – rimatore appartenente alla cosiddetta Scuola siciliana
- Giovan Francesco Pugliese (1789-1855) – economista, storico e giurista italiano
- Giovanni Pugliese Carratelli (1911-2010) – storico italiano